# Крутиков, Евгений Сергеевич
Евгений Сергеевич Крутиков (укр. Євген Сергійович Крутіков; род. 7 августа 1975, Симферополь) — украинский и российский врач-терапевт и нефролог. Доктор медицинских наук (2008), профессор (2010). Директор Медицинской академии имени С. И. Георгиевского Крымского федерального университета имени В. И. Вернадского (с 2018).

## Биография
Родился 7 августа 1975 года в Симферополе в семье врача. В 1998 году окончил второй медицинский факультет Крымского государственного медицинского университета имени С. И. Георгиевского по специальности «Лечебное дело».
С 1999 по 2001 год обучался в аспирантуре на кафедре факультетской терапии № 1 КГМУ имени С. И. Георгиевского. С 2001 года работает в своей alma mater. В 2001—2008 годах — ассистент кафедры госпитальной терапии; доцент (2008—2010), профессор (2010—2012) кафедры внутренней медицины № 2. В 2009—2015 годах — проректор по гуманитарному образованию и воспитательной работе. С 2012 года — заведующий кафедрой пропедевтики внутренней медицины. В 2018 году назначен директором Медицинской академии имени С. И. Георгиевского КФУ имени В. И. Вернадского.

### Семья
- Отец — Сергей Николаевич Крутиков (род. 1949), терапевт, доктор медицинских наук, профессор и заведующий кафедрой пропедевтики внутренних болезней КГМУ имени С. И. Георгиевского в 1994—2012 годах. Заслуженный врач Автономной Республики Крым[2][3].

## Научная деятельность
Изучает патологии сердечно-сосудистой системы при заболеваниях почек, вопросы лечения больных с терминальной почечной недостаточностью, получающих диализную терапию.
В 2001 году защитил кандидатскую диссертацию «Новые методы диагностики и лечения хронического гломерулонефрита» (научный руководитель — д. м. н., профессор Л. В. Дударь), а в 2008 году — докторскую диссертацию «Лечение и профилактика сердечно-сосудистых осложнений у пациентов с хронической болезнью почек терминальной стадии, находящихся на гемодиализе» (научный консультант — д. м. н., профессор И. И. Топчий).
Автор более 150 научно-практических работ в специализированных изданиях Украины, России и ближнего зарубежья, монографии «Нефрогенная анемия», восьми патентов Украины и России на изобретения, девяти учебно-методических пособий.

## Общественная деятельность
- Член Украинской ассоциации нефрологов (с 2005)
- Член Ассоциации врачей-эфферентологов Украины (с 2007)
- Член Ассоциации нефрологов России (с 2014)
- Член президиума Научного общества нефрологов России (с 2015)[5][6]
- Член коллегии Министерства здравоохранения Республики Крым[7]
- Член Аналитического научно-практического центра по мониторингу ситуации, оценке эффективности мероприятий по противодействию распространения новой коронавирусной инфекции (2019-nCov) при Главе Республики Крым (с 2020)[8]
- Член Наблюдательного совета КФУ имени В.И. Вернадского
- Председатель комиссии по вопросам здравоохранения и социальной политики Общественной палаты Республики Крым (с 2023)[9][10]

## Награды
- Орден Св. Луки[1]
- Благодарность Главы Республики Крым (2020)[11]
- Медаль «За вклад в реализацию государственной политики в области образования» Министерства науки и высшего образования Российской Федерации (2021)[9]
- Государственная премия Республики Крым за 2024 год — за разработку новых методов реабилитации больных соматической патологией в условиях крымских курортов на основе использования специализированного питания[12]